# Stausee Těrlicko
Der Stausee Těrlicko (tschechisch vodní nádrž Těrlicko) befindet sich östlich von Těrlicko im Tal der Stonávka in Tschechien. Er dient zur Wasserversorgung von Industriebetrieben sowie dem Hochwasserschutz und zur Erholung.

## Geographie
Der Stausee Těrlicko befindet sich im Vorland der mährisch-schlesischen Beskiden. Sein Damm liegt südlich der Gemeinde Albrechtice. Um den See befinden sich die Ortschaften Dolní Těrlicko, Zadky, Zelené Město, Těrlicko, Osiny, Životice und Pacalůvka.

## Geschichte
Der Stausee entstand zwischen 1955 und 1964 als Brauchwasserreservoir für die Karwiner Steinkohlengruben und die Eisenhütte Třinec. Dazu wurde in der Karpatenflyschzone ein 770.000 m³ Erdschüttdamm errichtet, der mit Kies, Schotter und gebranntem Haldenmaterial verstärkt wurde. Durch den Stausee wurden die im Stonávkatal gelegenen Dörfer Horní Těrlicko und Dolní Těrlicko überflutet; die Dörfer wurden auf den Kuppen beiderseits des Tales neu angelegt. Mitte der 1970er Jahre wurde der Wasserzufluss zum Stausee für die Brauchwasserversorgung des Kraftwerks Dětmarovice über einen Wasserzuführungskanal von der Ropičanka zum Černý potok erhöht.